# Hospital Regional de Pucallpa
El Hospital Regional de Salud de Pucallpa es un establecimiento de atención médica pública regional con 32 camas presupuestadas. Está en la ciudad de Pucallpa creada en 1946 como el primer hospital de la región según el censo. Actualmente es conocido por la selección de fútbol Deportivo Hospital y por tener una amplia atención desde otras localidades interprovinciales.
Está siendo administrando por el Gobierno Regional de Ucayali junto al Ministerio de Salud del Perú.

## Incidentes
A pesar de que el hospital ofreció servicios adecuademente, fue uno de los más peligrosos por descrubir el mal mantenimiento del edificio en el 2008 y el 2010.
En el 2014 se presentó un caso de un gato jugando a una rata en medio de los pasillos. El director regional de Salud de Ucayali, Paciﬁco Cosme Tacanga López, reconoció que el hecho aun siendo revisado constantemente.